# Centre international de recherche sur l'environnement et le développement
Le Centre international de recherche sur l'environnement et le développement, ou CIRED, est un laboratoire de recherche créé en 1973 par le professeur Ignacy Sachs, professeur à l'École des hautes études en sciences sociales, afin d'étudier les tensions entre environnement, gestion à long terme des ressources naturelles, et le développement économique.
Il a été dirigé entre 1987 et 2012 par Jean-Charles Hourcade et est dirigé par Franck Lecocq depuis 2012.
Ses tutelles principales sont le CNRS et l'École des Ponts ParisTech. Il est également associé à l’EHESS, à l'AgroParisTech-ENGREF et au CIRAD.
Il est localisé sur le site du Jardin tropical de Paris.